# Garrulaxe mitré
Pterorhinus mitratus
Espèce
Statut de conservation UICN

 NT  : Quasi menacé
Le Garrulaxe mitré (Pterorhinus mitratus) est une espèce de passereaux de la famille des Leiothrichidae.

## Répartition
Cet oiseau vit dans la péninsule Malaise et dans l'ouest de Sumatra.